# Сирийские арабские вооружённые силы
Сирийские арабские вооружённые силы (араб. القوات المسلحة العربية السورية‎) — военная организация Сирии, предназначенная для защиты государства от внешних угроз и поддержания его территориальной целостности. По Конституционной декларации Сирии верховным главнокомандующим вооружённых сил является президент Сирии. Вооружённые силы Сирии были сформированы после получения страной независимости в 1946 году и с тех пор участвовали в многочисленных военных конфликтах, а также военных переворотах внутри страны.

## Командование
Верховным главнокомандующим Сирийских арабских вооружённых сил является президент Сирийской Арабской Республики Ахмед аш-Шараа.

## История
По состоянию на июнь 2015 года различными оппозиционными группировками было захвачено 200—400 танков (в основном Т-55 и Т-62) и около 200 БМП-1.
Перелом обозначился только после вступления в действие, с сентября 2015 года, поддержки со стороны России.
В ходе гражданской войны в Сирии вооружённые силы серьёзно пострадали. Численность САВС уменьшилась к 2017 году с 325 тыс. до 150 тыс. человек, было потеряно до 30% бронетехники.
ВС Сирии серьёзно пострадали и были фактически разрушены в ходе гражданской войны в Сирии, в результате которой их численность сократилась более чем на половину от довоенного состава в 325 тыс. человек до 142 тыс. на 2019 год. С целью поддержки действий ВС был создан ряд таких военизированных организаций, как Национальные силы обороны.

## Состав вооружённых сил
Виды вооружённых сил:
- Сирийская арабская армия (САА)
- Сирийские арабские военно-воздушные силы (САВВС)
- Сирийский арабский военно-морской флот (САВМФ)
- Сирийские арабские силы ПВО (САСПВО)

Со штаб-квартирой в Дамаске сирийские военные состоят из воздушных, сухопутных, военно-морских сил и сил ПВО.

### Сирийская арабская армия
Сирийская арабская армия объединяет обычные формирования, Силы специального назначения и вспомогательные ополчения.

### Сирийский арабский военно-морской флот
На 2020 год численность Сирийского арабского ВМФ (САВМФ) насчитывала 4 тыс. военнослужащих. В состав САВМФ входят войска береговой обороны с береговыми ракетными комплексами и морская авиация.

## Военная служба
Военная служба в сирийских ВС осуществляется по призыву. Юноши призываются в армию на 18 месяцев по достижении ими 18 лет при условии, что у юноши есть братья; в противном случае он считается кормильцем семьи и не призывается.
Перед началом гражданской войны в Сирии обязательный период военной службы со временем сокращался. В 2005 году он был сокращён с 2,5 лет до 2 лет, в 2008 году — до 21 месяца, а в 2011 году — до 1,5 лет.

## Участие в боевых конфликтах

### Гражданская война в Ливане
С 1976 года многотысячный сирийский воинский контингент был дислоцирован в Ливане, куда он был введён в ходе гражданской войны. Даже после прекращения вооружённого противостояния 17-тысячный сирийский военный контингент остался в Ливане на основании договора о сотрудничестве, подписанного в мае 1991 года.
В сентябре 2004 года Совет Безопасности ООН по инициативе США и Франции принял резолюцию 1559 с требованием вывести из Ливана все иностранные войска.
Сирия поначалу заявила о своём несогласии, утверждая, что о полном выводе войск из Ливана не может идти и речи, пока Израиль не выведет свои войска с палестинских территорий. Тем не менее был начат ограниченный вывод контингента, и три тысячи сирийских военнослужащих покинули Ливан, а оставшиеся войска были дислоцированы в основном в районе сирийско-ливанской границы.
К концу апреля 2005 года под всё возрастающим давлением со стороны США и Франции все сирийские войска и разведслужбы были выведены из Ливана. В Ливане были демонтированы объекты сирийских ПВО и ликвидированы артиллерийские позиции. Одновременно с выводом войск в самой Сирии на рокадных направлениях (параллельных границе с Ливаном) были созданы усиленные оборонительные укрепления и объекты ПВО.

## Сирия и Россия
Распад СССР  привёл к существенному ослаблению сирийского оборонительного потенциала и снижению возможностей для закупки современных видов вооружения из-за того, что СССР являлся основным источником вооружений и финансирования для сирийских ВС. Огромную помощь в создании, вооружении и обучении сирийских ВС в своё время оказал именно Советский Союз, занявший сторону арабов в вооружённом противостоянии между арабскими государствами и Израилем во второй половине XX века. Тем не менее, в период с 2008 по 2012 год 71 % тяжёлой военной техники властям Сирии поставляла Россия.
Во время израильско-ливанского конфликта 2006 года в адрес Сирии выдвигались обвинения о том, что некоторые виды российского оружия, поставлявшиеся сирийской армии, оказались в руках боевиков «Хезболлы». В 2013 году глава «Хезболлы» Хасан Насралла подтвердил, что поставки оружия из Сирии (в частности, противотанковых комплексов «Корнет») имели место.

### С-300
По сведениям израильской печати, в октябре — ноябре 2011 года в Сирию были доставлены российские ЗРК С-300. Тем же транспортом в Сирию прибыли и российские военные советники для оказания технической помощи в освоении комплексов. Со ссылкой на выходящую в Лондоне газету Al Quds источник сообщает, что «Москва рассматривает атаку Запада против Сирии, как «красную черту», переход которой она не потерпит».
Президент России Владимир Путин в интервью для «Ассошиэйтед Пресс» и Первого канала заявил, что отдельные компоненты С-300 уже поставлены в Сирию.
Предполагается поставка 144 ракет.
В сентябре 2014 года президент России заявил: «Мы отдельные компоненты поставили, но вся поставка не завершена, мы пока её приостановили. Но если мы увидим, что предпринимаются какие‑то шаги, связанные с нарушением действующих международных норм, то мы подумаем, как нам поступать в будущем, в том числе и с поставками таких чувствительных вооружений».

### Комментарии
1. ↑  см. Группа советских военных специалистов в Сирии